# Улица Чебышева (Калуга)
Улица Чебышева — короткая, менее 200 м, улица в исторической части Калуги, проходит от улицы Достоевского до Театральной улицы.

## История

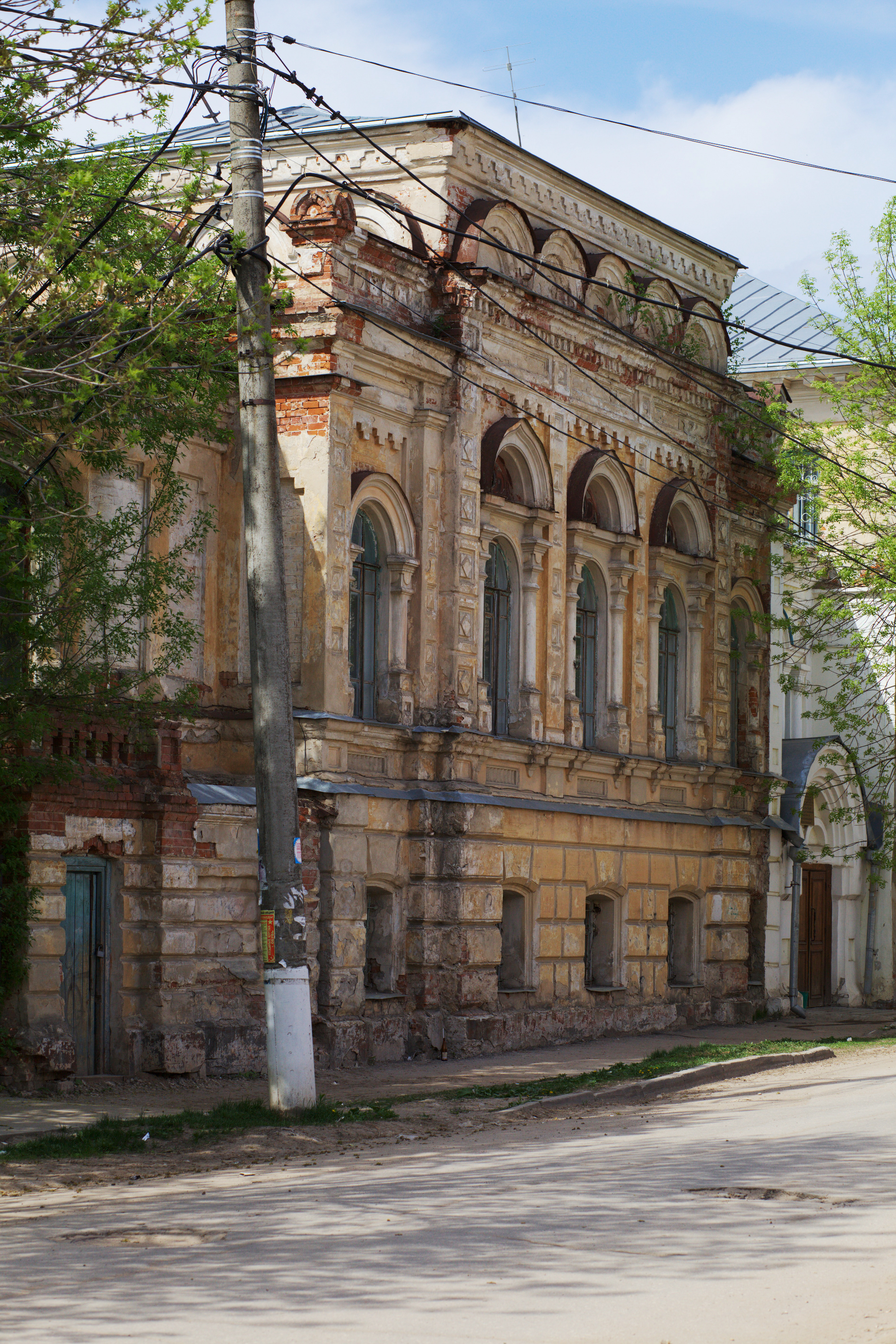
Церковь Владимира Равноапостольного

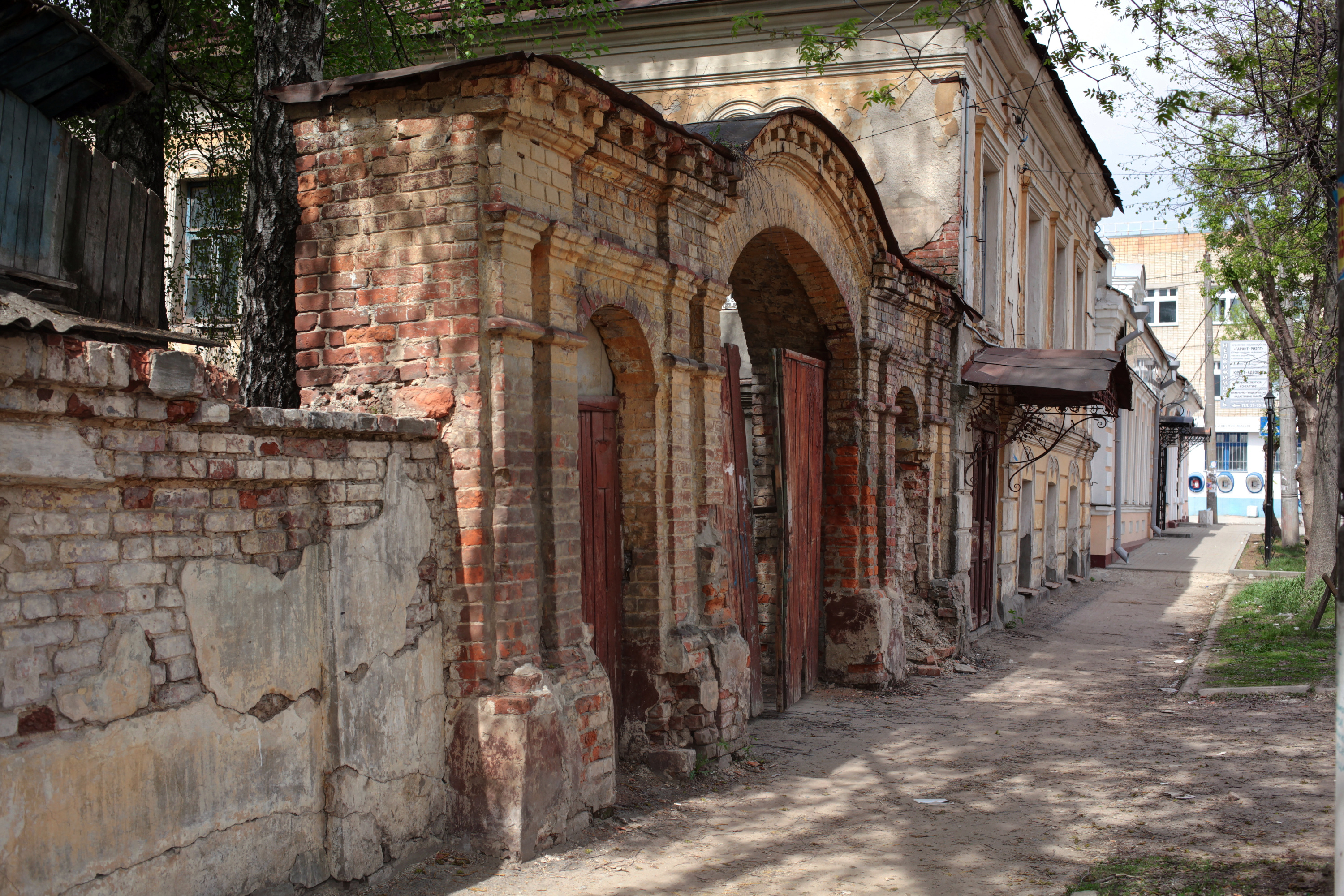
Усадьба Макаровых. Ворота

Короткий проезд на месте современной улицы, прошедший по уже существовавшей ранее улице, показан на первом градостроительном плане Калуги 1778 года. Историческое название улицы — Сорокинский переулок, это название связано с фамилией местного домовладельца : на стрелке улиц Театральной и Чебышева находится старинное здание конца XVIII века с ажурным чугунным крыльцом, построенное для лесного старосты Осипа Сорокина (современный адрес — Театральная улица, д. 34). В нём долгое время размещалась аптека, носившая название по имени очередного владельца: Асмуса, Фукса, Бромберга… Затем — аптека № 2, она работала и в военные годы.
С установлением советской власти улица получила имя английского учёного-натуралиста Дарвина (1809—1882). Современное название улицы дано в память выдающегося русского учёного математика и механика П. Л. Чебышёва (1721—1794).

## Достопримечательности
д. 3 — Жилой дом
д. 4 — Дом Макарова с воротами
д. 5 — Дом Пестриковых (3-я четверть XIX века, 1-я половина 1900-х годов)
д. 6 — Ансамбль Дома трудолюбия с Церковь Владимира Равноапостольного (1903, архитекторы Е. И. Григорьев, А. М. Кулаевский)